# Neoechinorhynchus magnus
Neoechinorhynchus magnus är en hakmaskart som beskrevs av Southwell och Macfie 1925. Neoechinorhynchus magnus ingår i släktet Neoechinorhynchus och familjen Neoechinorhynchidae. Inga underarter finns listade i Catalogue of Life.